# Слободка (Елецкий район)
 Слобо́дка  — деревня Волчанского сельсовета Елецкого района Липецкой области. 

## География
Слободка находится в западной части Елецкого района, в 15 км к юго-западу от Ельца. 

## История
Впервые упоминается в  Платежных  книгах  Елецкого  уезда  в 1614 году  как  починок  Савин  под  Радушкиным  лесом  меж  деревень  Хмелевой и  Волчей .Л257об.номер1479.За Савельем за Гавриловым сыном Савина в починке Савине на его жеребей пашни паханые четверть без полуосмины .Название  получило  от первопоселенцев служилых  людей  Савиных , а  в  1678 году упоминается в Переписной  книге  (Лл.61,63об.)как деревня Савина Слабодка .А в  Переписной  книге  Елецкого  уезда  1716  г.РГАДА ,Ф.350.ОП..1.Д.115.упоминается  как  деревня  Савина  Слаботка  Ничинийкова  тож .В «Экономических примечаниях Елецкого уезда» в 1778 году как деревня однодворцев Слободка, 12 дворов.Так  как  всех  служилых людей  Савиных  перевели  в  сословие  однодворцев  . Находилась у оврага Слободского, от которого получила название.
В «Списке населенных мест» Елецкого уезда Орловской губернии 1866 года отмечается как «деревня казённая и владельческая, 39 дворов, 414 жителей».
Согласно переписи населения СССР 1926 года в Слободке 113 дворов, 596 жителей..

## Население
| 1926 | 2010 |
| ---- | ---- |
| 596  | ↘65  |

## Транспорт
Через Слободку проходит шоссе связывающее Елец с посёлком Маяк. 